# Phaedon concinnus
Phaedon concinnus är en skalbaggsart som först beskrevs av Stephens 1831.  Phaedon concinnus ingår i släktet Phaedon, och familjen bladbaggar. Arten är reproducerande i Sverige.